# استپان تاریان
استپان میکائیلی تاریان (تارخاراریان) (ارمنی: Ստեփան Միքայելի Թարյան (Թարխարարյան)؛ زاده ۲۰ مهٔ ۱۹۵۴ - درگذشته ۲۹ اوت ۱۸۹۹)  مجسمه‌ساز و طراح صحنه  اهل ارمنستان بود.

## زندگی‌نامه
وی در ۲۹ اوت ۱۸۹۹ در تفلیس در به دنیا آمد و آکادمی امپریال هنر (۱۹۲۷) از فارغ‌التحصیل گشت. وی در فرهنگستان دولتی تئاتر سوندوکیان و آرمن‌فیلم فعالیت می‌کرد. وی همچنین برنده جوایزی همچون چهره هنری شایسته ارمنستان شوروی شد. وی در ۲۰ مهٔ ۱۹۵۴ در سن ۵۴ سالگی در ایروان درگذشت.

## نگارخانه

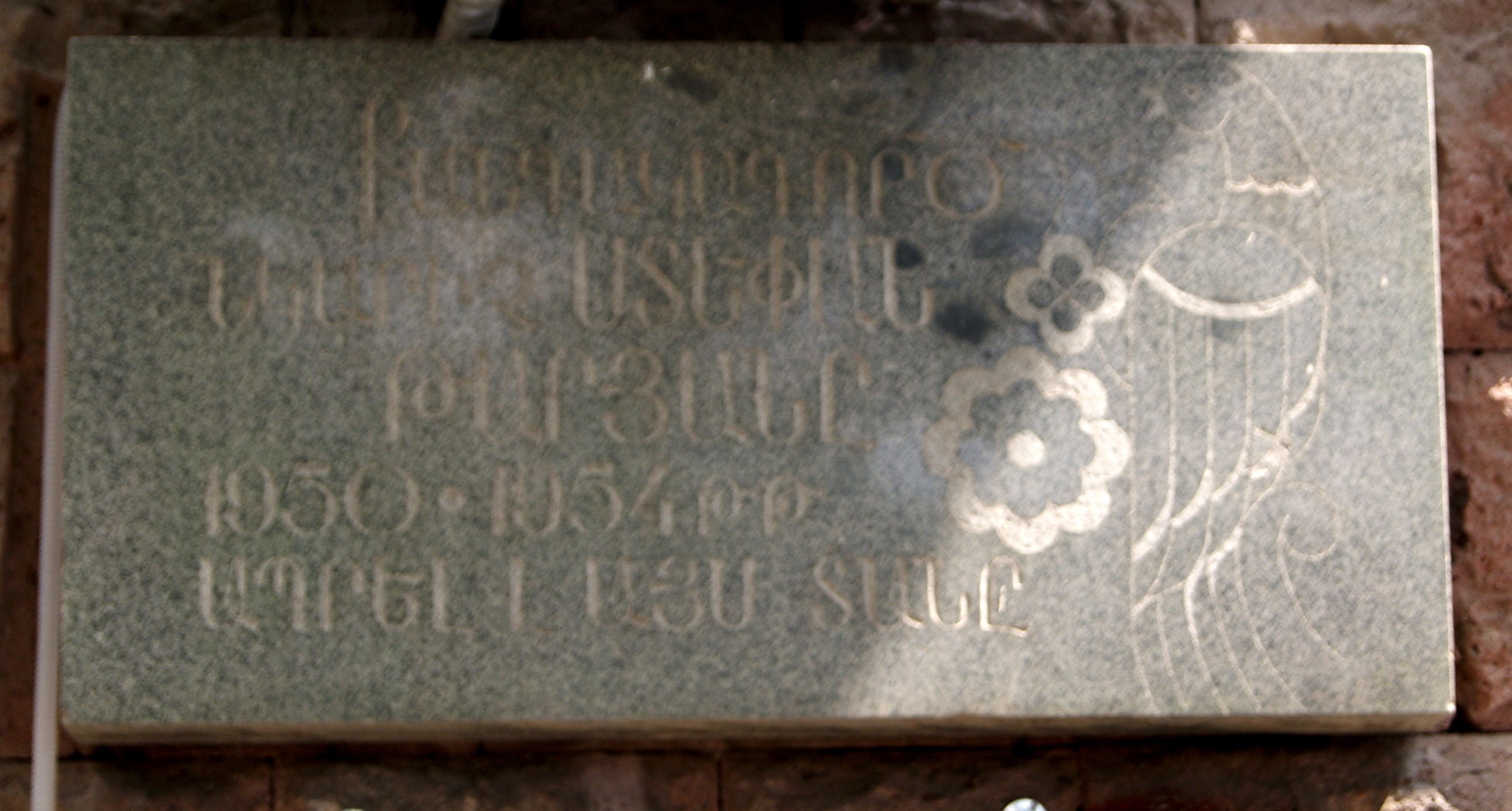
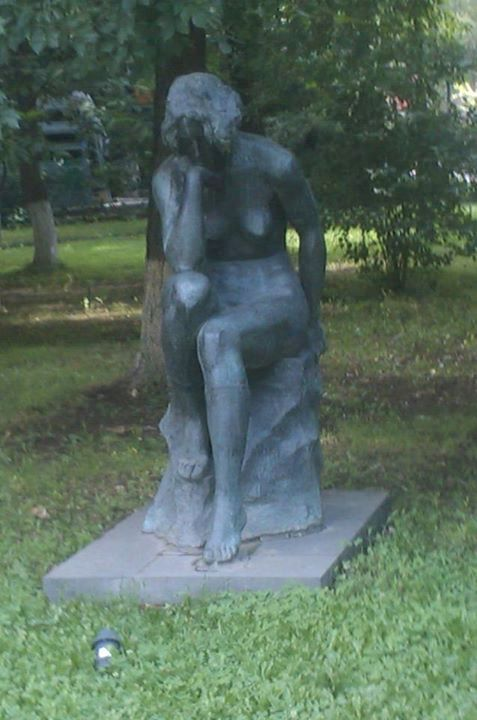

## گزیده فیلم‌شناسی
- کیکوس
- گیکور